# Правило трійки (статистика)

Порівняння правила трійки із точним біноміальним одностороннім довірчим інтервалом без позитивних випадків

У статистичному аналізі правило трійки означає, що якщо певна подія не відбулася у вибірці з n суб'єктами, інтервал від 0 до 3/n є 95 % довірчим інтервалом для частоти випадків у популяції. Коли n більше 30, це хороша апроксимація результатів більш чутливих тестів. Наприклад, препарат для зняття болю тестували на 1500 людях, і жодних побічних явищ не реєстрували. З правила трійки можна з 95 % впевненістю зробити висновок, що менше 1 людини з 500 (або 3/1500) мають несприятливий побічний ефект. За симетрією, для частоти випадків, що зустрічаються у вибірці, 95 % довірчий інтервал дорівнює [1−3/n,1] .
Правило корисно для загальної інтерпретації клінічних досліджень, особливо у фазі II і фазі III, де часто існують обмеження тривалості або статистичної потужності. Правило трійки застосовується далеко за межами медичних досліджень до будь-якого випробування, проведеного n разів. Якщо 300 парашутів проходять випадкові випробування і всі успішно відкриваються, тоді з 95% впевненістю роблять висновок, що менше 1 на 100 парашутів з однаковими характеристиками (3/300) вийде з ладу. 

## Виведення
Шукається 95 %-ний довірчий інтервал для ймовірності p події, що трапляється для будь-якої випадково обраної окремо взятої особини в популяції, враховуючи те, що ця подія не спостерігалась у n дослідженнях Бернуллі. Позначаючи кількість подій через X, ми, отже, хочемо знайти значення параметра p біноміального розподілу, які дають Pr(X = 0) ≤ 0,05. Правило можна отримати  або з апроксимації Пуассона до біноміального розподілу, або з формули (1− p)n для ймовірності нульових подій у біноміальному розподілі. В останньому випадку межа довірчого інтервалу задається Pr(X = 0) = 0,05 і, отже, (1− p)n = .05, отже, nln(1– p) = ln .05 ≈ −2,996. Округлюючи останнє до −3 та використовуючи наближення для p, близького до 0, що ln (1−p) ≈ - p, отримуємо межу інтервалу 3/n .
За подібним принципом значення чисельника 3,51, 4,61 та 5,3 можуть бути використані для 97%, 99% та 99,5% довірчих інтервалів, відповідно, і загалом верхній кінець довірчого інтервалу може бути представлений як{\displaystyle {\frac {-ln(\alpha )}{n}}}, де {\displaystyle 1-\alpha } - бажаний рівень впевненості.

## Розширення
Нерівність Височанського–Петуніна показує, що правило трійки виконується для унімодальних розподілів з кінцевою дисперсією, за межами біноміального розподілу, і дає спосіб змінити коефіцієнт 3, якщо потрібний інший довірчий інтервал. Нерівність Чебишева знімає припущення про унімодальність за рахунок більшого мультиплікатора (близько 4,5 для 95 % довіри). Нерівність Кантеллі - це однобічна версія нерівності Чебишева.